# Ines Abdel-Dayem

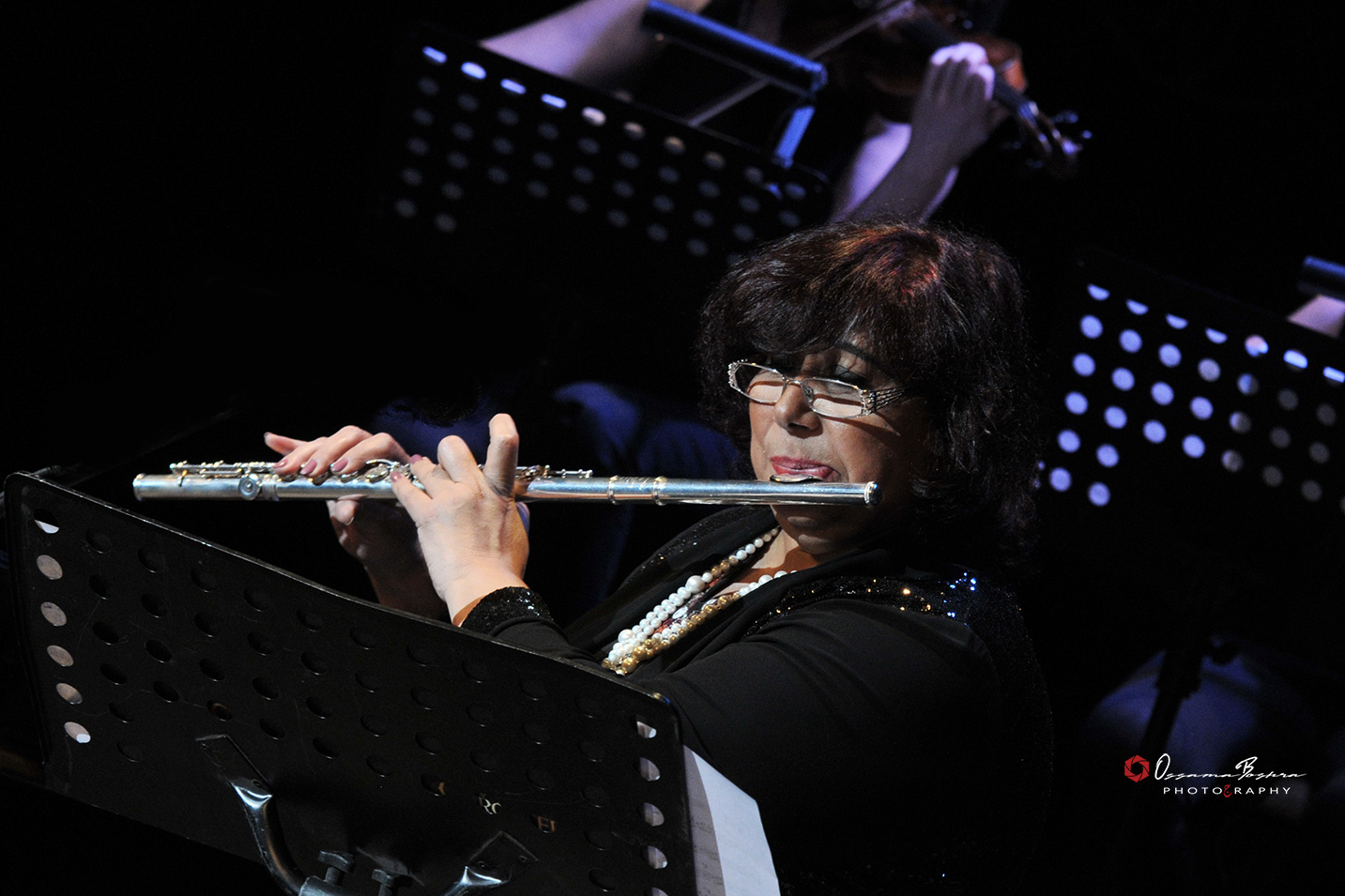
Ines Abdel-Dayem

Ines Abdel-Dayem (arabisch إيناس عبد الدايم, DMG Īnās ʿAbd ad-Dāyim; * 1962) ist eine ägyptische Flötistin und ehemalige Vorsitzende des Kairoer Opernhauses. Von Januar 2018 bis August 2022 war sie die Kulturministerin Ägyptens.

## Leben
Ines Abdel-Dayem studierte Flöte am Konservatorium von Kairo und erwarb 1990 ein Aufführungsdiplom an der École Normale de Musique de Paris. Später wurde sie zur Direktorin des Kairoer Symphonieorchesters ernannt und war Dekanin des Konservatoriums von Kairo sowie Vizepräsidentin der Akademie der Künste.
Im Jahr 2012 wurde sie zur Vorsitzenden des Opernhauses von Kairo ernannt, verlor die Position jedoch vorübergehend im Jahr 2013, wurde aber kurz darauf wieder eingesetzt. Sie lehnte ein Angebot, Kulturministerin zu werden, zunächst ab, nahm aber schließlich im Januar 2018 dieses Amt an.
Ines Abdel-Dayem erhielt verschiedene Auszeichnungen, darunter den Ägyptischen Staatspreis für Kunst im Jahr 2001 und den Deutschen Jazzmusikpreis im Jahr 2018. Früher in ihrer Karriere gewann sie auch mehrere Preise bei Musikwettbewerben.